# イライザ・プラット・グレイトレックス
イライザ・プラット・グレイトレックス（Eliza Pratt Greatorex、結婚前の名:イライザ・プラット、1819年12月25日 - 1897年2月9日）はアイルランド生まれのアメリカ合衆国の画家、イラストレーターである。アメリカ合衆国における女性画家の先駆けの一人で、女性として2人目のナショナル・アカデミー・オブ・デザインの準会員となった。

## 略歴
アイルランドのManorhamiltonのメソジストの牧師の娘に生まれた。家族と1840年にニューヨークに移住し、1848年に音楽家のグレイトレックス(Henry Wellington Greatorex)と結婚した。2人の娘と1人の息子ができ、2人の娘、エレノア(Eleanor Greatorex)とキャサリーン(Kathleen Honora Greatorex)は画家になった。1853年から1856年の間、ニューヨークで風景画家のワザースプーン(William Wallace Wotherspoon)やジェームズ・マクドゥーガル・ハートやウィリアム・ハートに絵を学び1855年までに展覧会に絵を出展するようになっていたが、本格的に画家として活動するのは1858年に夫が亡くなってからで、作品を売って得た収入や女子学校で15年間教えて、子供たちを育てた。
1861年にはフランスを訪れ、パリ郊外でランビネ(Émile Lambinet: 1815-1877)に学び、1870年には娘たちを連れてミュンヘンに学び、絵画館（ピナコテーク）で娘たちと修行した。1879年にフランスの優れた版画技法を学ぶためにパリに滞在し、アンリ・トゥーサン(Charles Henri Toussaint: 1849-1911)に学んだ。この後娘たちはフランスを拠点に活動することになった。
はじめ、アメリカの伝統的なスタイルの風景画で知られるようになった後、ペン画やエッチングに移り、多くの画集をの形で出版した。1860年代、1870年代に訪れたヨーロッパの街の風景が題材となった。
1868年にナショナル・アカデミー・オブ・デザインの準会員に選ばれた。女性でアカデミーの準会員に選ばれたのは、アカデミー設立されて程ない1828年に選ばれたアン・ホール（1792–1863)に次いで2人目であった。

## 作品

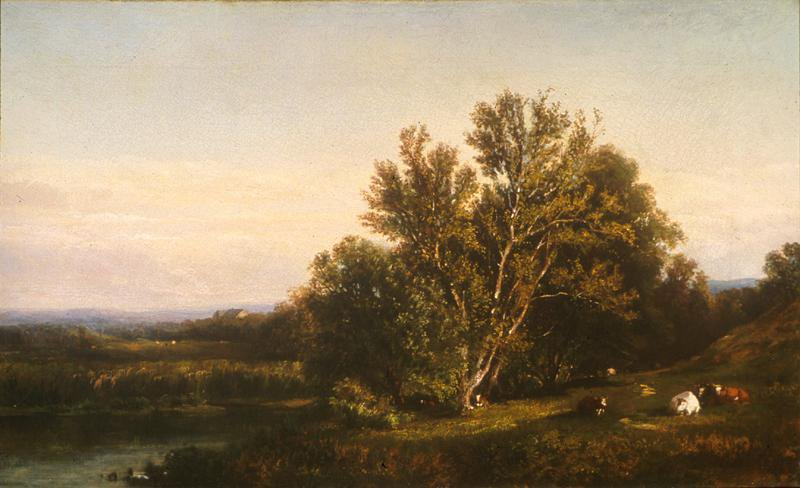
1863年の風景画
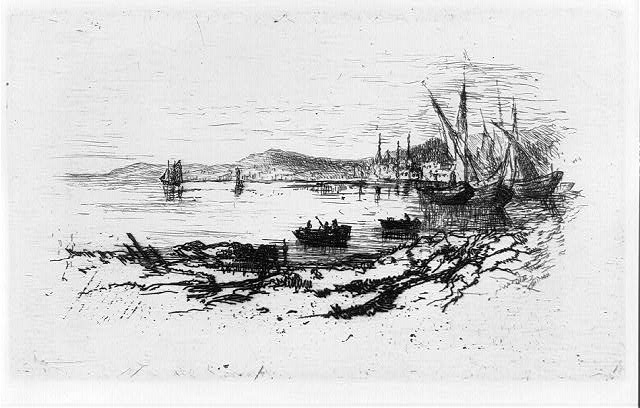
版画、ナポリ湾の風景
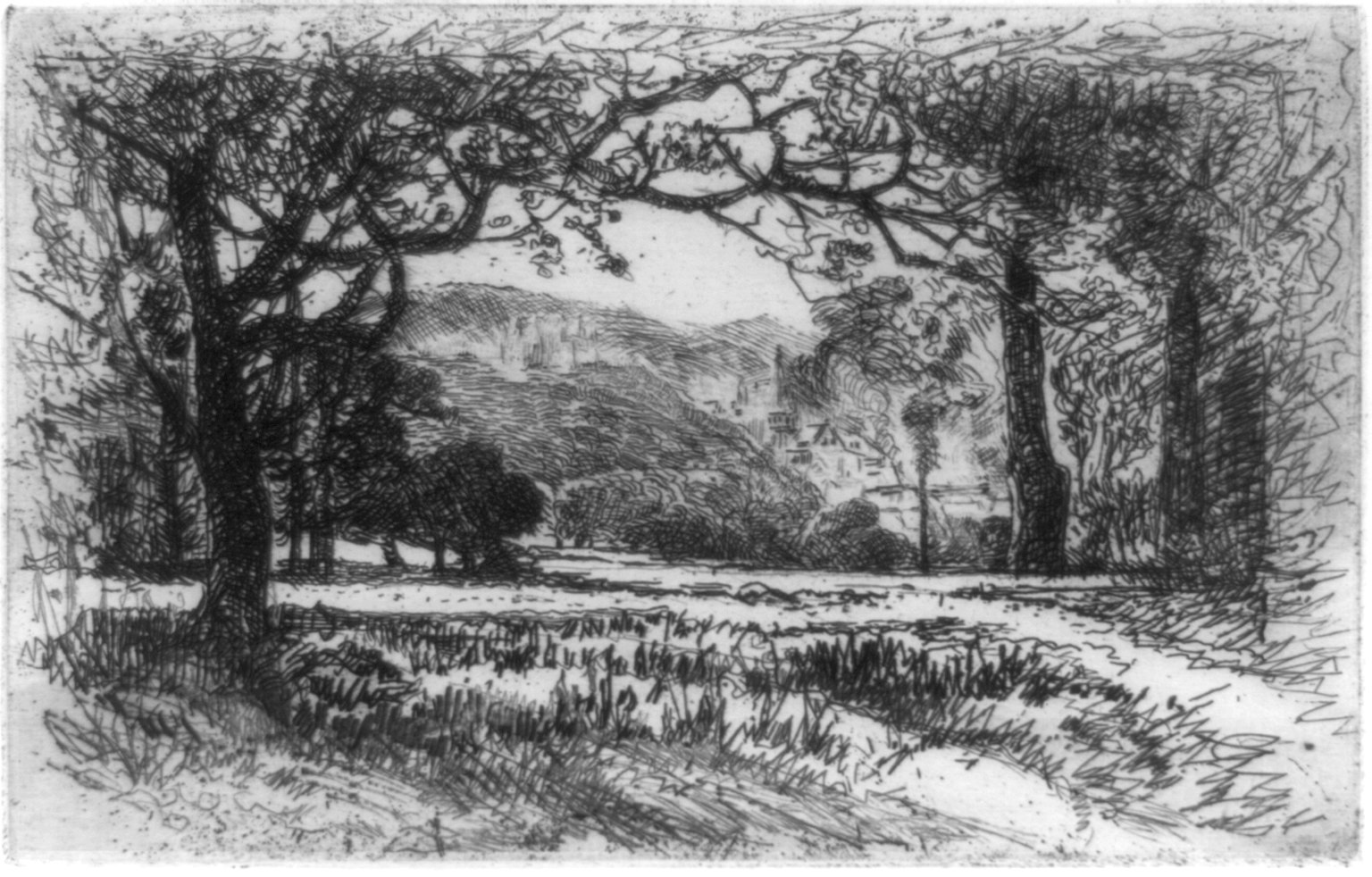
版画A house on the Hudson, Washington Heights